# Michele Giuliani
Pour les articles homonymes, voir Giuliani.
Michele Giuliani, né le 16 juin 1983 à Bari, est un karatéka italien. Il a remporté la médaille d'or du kumite moins de 60 kilos aux Jeux méditerranéens de 2009 à Pescara ainsi qu'aux championnats d'Europe de karaté en 2010 à Athènes et 2011 à Zurich. Il a également remporté la médaille d'argent dans cette catégorie aux championnats du monde de karaté 2010 à Belgrade.

## Liens externes

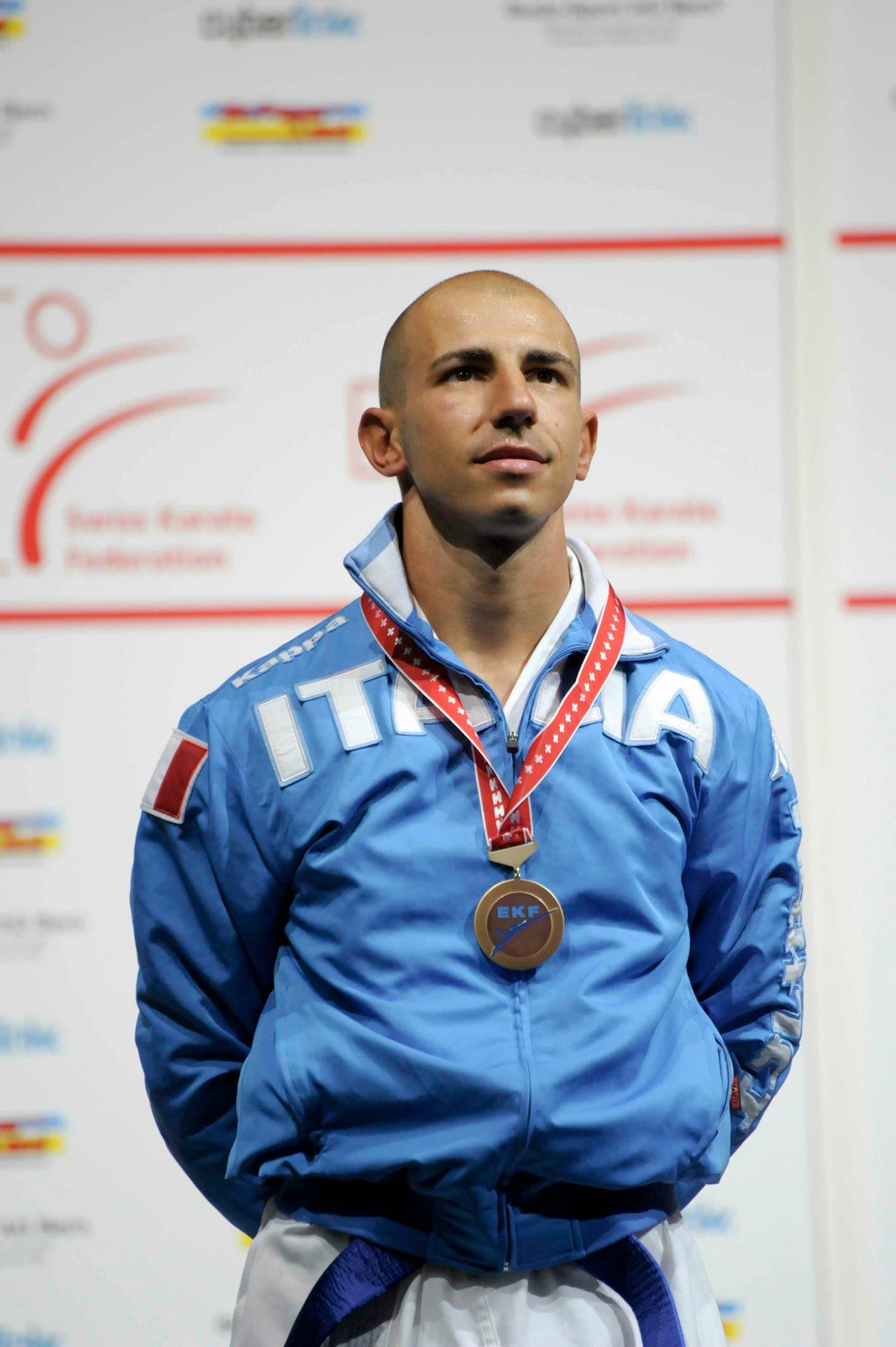